# シェーン・マクラナハン
シェーン・ピーター・マクラナハン（Shane Peter McClanahan, 1997年4月28日 - ）は、アメリカ合衆国メリーランド州ボルチモア出身のプロ野球選手（投手）。左投左打。MLBのタンパベイ・レイズ所属。

## 経歴

### プロ入り前
メリーランド州ボルチモアで生まれ、5歳の時までそこで過ごした。それ以降はフロリダ州ケープコーラルで育った。
2015年のMLBドラフト26巡目（全体779位）でニューヨーク・メッツから指名されたが、契約せずにサウスフロリダ大学へ進学した。
2016年にはトミー・ジョン手術を受けている。

### プロ入りとレイズ時代
2018年のMLBドラフト1巡目追補（全体31位）でタンパベイ・レイズから指名され、プロ入り。契約後、傘下のルーキー級ガルフ・コーストリーグ・レイズでプロデビュー。アパラチアンリーグのルーキー級プリンストン・レイズでもプレーし、2球団合計で4試合に先発登板して防御率0.00、13奪三振を記録した。
2019年はA級ボーリンググリーン・ホットロッズ、A+級シャーロット・ストーンクラブズ、AA級モンゴメリー・ビスケッツでプレーし、3球団合計で24試合（先発22試合）に登板して11勝6敗、防御率3.36、154奪三振を記録した。
2020年9月29日にメジャーに昇格し、ポストシーズンのロースターに名を連ねた。10月5日のニューヨーク・ヤンキースとのアメリカンリーグディビジョンシリーズ（ALDS）の第1戦で9回表に5番手で初登板。この登板により、ポストシーズンでメジャーデビューを果たした史上初の投手となった。
2021年4月30日のオークランド・アスレチックス戦に先発登板してレギュラーシーズン初出場を果たした。5月15日のメッツ戦で初勝利を挙げた。最終的に25試合に先発登板して10勝6敗、防御率3.43、141奪三振を記録した。オフには新人王候補になったが、チームメイトのランディ・アロサレーナが受賞し、マクラナハン自身は7位だった。
2022年は自身初めて開幕投手を務めた。前半戦を10勝3敗、防御率1.71の好成績で折り返し、7月11日に自身初となるオールスターゲームに選出された。オールスター前日の7月18日には、ア・リーグの先発投手を務めることが発表された。オフの11月16日、ア・リーグのサイ・ヤング賞投票結果が発表となり第6位に選出された。
2023年は6月11日のレンジャース戦でリーグ最速の10勝を記録した。開幕から68試合での10勝は2010年のデビッド・プライスの開幕から64試合での10勝に次いで球団史上2番目に早かった。7月2日に選手間投票で通算2度目となるオールスターゲームに選出されたが、7月4日に辞退している。

## 投球スタイル
| 球種           | 割合 | 平均球速 | 平均球速 | 最高球速 | 最高球速 |
| 球種           | %    | mph      | km/h     | mph      | km/h     |
| -------------- | ---- | -------- | -------- | -------- | -------- |
| フォーシーム   | 40.9 | 96.4     | 155.1    | 100.6    | 161.9    |
| スライダー     | 34.7 | 89.2     | 143.6    | 94.4     | 151.9    |
| カーブ         | 16.4 | 82.5     | 132.8    | 87.1     | 140.2    |
| チェンジアップ | 8    | 89.2     | 143.6    | 92.6     | 149      |

速球は大学時代に100mph（約160.9km/h）を記録しており、プロ入り後の最速は100.6mph（161.9km/h）である。スライダーに次ぐチェンジアップの出来が先発か救援かの起用法の分け目になるだろうと言われている。

## 詳細情報

### 年度別投手成績
| 年 度    | 球 団    | 登 板 | 先 発 | 完 投 | 完 封 | 無 四 球 | 勝 利 | 敗 戦 | セ 丨 ブ | ホ 丨 ル ド | 勝 率 | 打 者 | 投 球 回 | 被 安 打 | 被 本 塁 打 | 与 四 球 | 敬 遠 | 与 死 球 | 奪 三 振 | 暴 投 | ボ 丨 ク | 失 点 | 自 責 点 | 防 御 率 | W H I P |
| -------- | -------- | ----- | ----- | ----- | ----- | -------- | ----- | ----- | -------- | ----------- | ----- | ----- | -------- | -------- | ----------- | -------- | ----- | -------- | -------- | ----- | -------- | ----- | -------- | -------- | ------- |
| 2021     | TB       | 25    | 25    | 0     | 0     | 0        | 10    | 6     | 0        | 0           | .625  | 517   | 123.1    | 120      | 14          | 37       | 0     | 2        | 141      | 9     | 0        | 49    | 47       | 3.43     | 1.27    |
| 2022     | TB       | 28    | 28    | 0     | 0     | 0        | 12    | 8     | 0        | 0           | .600  | 641   | 166.1    | 116      | 19          | 38       | 1     | 3        | 194      | 9     | 0        | 52    | 47       | 2.54     | 0.93    |
| 2023     | TB       | 21    | 21    | 0     | 0     | 0        | 11    | 2     | 0        | 0           | .846  | 469   | 115.0    | 95       | 15          | 41       | 0     | 0        | 121      | 1     | 0        | 42    | 42       | 3.29     | 1.18    |
| MLB：3年 | MLB：3年 | 74    | 74    | 0     | 0     | 0        | 33    | 16    | 0        | 0           | .673  | 1627  | 404.2    | 331      | 48          | 116      | 1     | 5        | 456      | 19    | 0        | 143   | 136      | 3.02     | 1.10    |

- 2024年度シーズン終了時

### 年度別守備成績
| 年 度 | 球 団 | 投手（P） | 投手（P） | 投手（P） | 投手（P） | 投手（P） | 投手（P） |
| 年 度 | 球 団 | 試 合     | 刺 殺     | 補 殺     | 失 策     | 併 殺     | 守 備 率  |
| ----- | ----- | --------- | --------- | --------- | --------- | --------- | --------- |
| 2021  | TB    | 25        | 1         | 14        | 0         | 0         | 1.000     |
| 2022  | TB    | 28        | 1         | 12        | 1         | 1         | .929      |
| 2023  | TB    | 21        | 1         | 9         | 0         | 0         | 1.000     |
| MLB   | MLB   | 74        | 3         | 35        | 1         | 1         | .974      |

- 2024年度シーズン終了時

### 記録
- MLBオールスターゲーム選出：2回（2022年、2023年）

### 背番号
- 62（2020年 - 2021年）
- 18（2022年 - ）